# Myslina
Myslina (in ungherese Myslye, in tedesco Klein Hommel) è un comune della Slovacchia facente parte del distretto di Humenné, nella regione di Prešov.
Fu citato per la prima volta nei documenti storici nel 1330 come feudo della Signoria di Humenné. Nel 1576 passò ai Bornemisza, e poi ai Szirmay e agli Andrássy.